# Wadena (Saskatchewan)
Wadena est un bourg canadien de la province de la Saskatchewan à l'est des lacs Quill. C'est un petit centre commercial de plus de mille habitants. 

## Géographie
À vol d'oiseau, Wadena se situe à 175 km au nord de Régina, la capitale provinciale et à 200 km à l'est de Saskatoon, à 540 m d'altitude. C'est un carrefour ferroviaire ainsi que routier à la croisée des routes provinciales 5 (de Togo à Humboldt et Saskatoon) et 35 (de Fort Qu'Appelle à Nipawin). La superficie de la municipalité est de 2,99 km2.
Du point de vue hydrographique, Wadena appartient au bassin endoréique des lacs Quill tous proches (7 km pour la restriction du petit lac Quill).
Wadena est un centre commercial et de service pour son arrière-pays agricole.

## Histoire
Les premiers Européens à s'installer dans la région sont une famille Irlandaise en 1882. L'élevage reste la principale activité jusqu'au début du XXe siècle, époque où se développe l'agriculture. Le village naît en 1904 avec l'arrivée du chemin de fer du CNoR, à son intersection avec la route 35. Il se peuple de colons venus de Wadena au Minnesota. Il obtient le statut de municipalité en 1906 en tant que village sous le nom de Wadena . Dès 1912, le village est devenu un bourg de plus de 500 habitants et obtient le statut de ville,.

## Démographie
| 1971  | 1976  | 1981  | 1986  |
| ----- | ----- | ----- | ----- |
| 1 382 | 1 377 | 1 495 | 1 602 |

| 1991  | 1996  | 2001  | 2006  |
| ----- | ----- | ----- | ----- |
| 1 599 | 1 477 | 1 412 | 1 315 |

| 2011  | 2016  | 2021  | - |
| ----- | ----- | ----- | - |
| 1 306 | 1 288 | 1 269 | - |

## Personnalités
- Maurice Vellacott (1955- ) : homme politique canadien ;
- Pamela Wallin (1953- ) : journaliste, animatrice de télévision et sénatrice canadienne.